# Zbiersk-Cukrownia
Zbiersk-Cukrownia ist ein Dorf in der Gemeinde Stawiszyn im Powiat Kaliski der Woiwodschaft Großpolen in Polen.

## Geographie
Zbiersk-Cukrownia befindet sich im Osten von Zbiersk, nordöstlich liegt die Stadt Stawiszyn. Nördlich liegt der Weiler Wojciechówka, östlich Zbiersk-Kolonia, südlich Łyczyn, südwestlich Nowy Kiączyn und westlich Zbiersk. Die Ortschaft befindet sich an der Landesstraße Nr. 25 und ist etwa 4 Kilometer vom Sitz der Gemeindeverwaltung in Stawiszyn entfernt.

## Geschichte
1065 wurde Zbiersk-Cukrownia unter den Namen Sezibersco oder Zbersko erwähnt. Zwischen dem 16. und 17. Jahrhundert war Jan Zbierski Eigentümer des Dorfes. Im Jahr 1306 wurde Zbiersk von den Litauern zerstört, 1331 von den Kreuzrittern und später, im 17. Jahrhundert, von den Schweden verwüstet. Mitte des 19. Jahrhunderts kaufte der Deutsche Wilhelm Repphan das Gebiet. Im Jahr 1852 errichtete er eine Zuckerfabrik, die er 1910 an Wyganowski, den Besitzer des nahegelegenen Ortes Złotniki, verkaufte.
Das Dorf entstand als Ergebnis der Verwaltungsreform vom 1. Januar 1973, bei der Dörfer und Siedlungen zu größeren Gemeinden zusammengelegt wurden. Zbiersk war die größte Stadt in der neu gegründeten Gemeinde, man entschied sich jedoch für Stawiszyn als Sitz der Gemeindeverwaltung. Zbiersk wurde verwaltungstechnisch geteilt: Der westliche Teil des Gebiets behielt den alten Namen, während der östliche Teil in Zbiersk-Cukrownia umbenannt wurde.